# Alfabeto runico

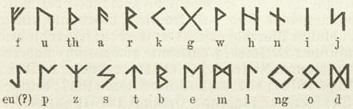
Esempio di sistema runico

Il sistema runico, detto "fuþark" (o futhark), dalla sequenza dei primi 6 segni che lo compongono (*Fehu, *Uruz, *Þurisaz, *Ansuz, *Raido, *Kaunan), era un sistema segnico usato dalle antiche popolazioni germaniche (come ad esempio Norreni, Angli, Juti, Sassoni e Frisoni).

## Origini
Il sistema runico Fuþark trae la sua origine dal Fuþark antico, la cui genesi a sua volta è incerta. È probabile che derivi da una scrittura appartenente al gruppo delle cinque principali varietà di alfabeto italico, di derivazione dall'alfabeto etrusco. Questa tesi fa risalire la vera origine delle rune alla colonizzazione greca dell'Italia meridionale, in particolare alla città di Cuma, luogo di incontro tra greci ed etruschi, dove questi ultimi appresero l'alfabeto.

## Etimologia
Il sostantivo norreno rún, attestato nelle iscrizioni, indica i singoli segni del fuþark ed è conservato nelle altre lingue germaniche antiche con il significato di "segreto", "mistero"; ancora, nella lingua tedesca, il verbo raunen significa "bisbigliare, sussurrare". Le rune sono una delle più importanti istituzioni culturali e linguistiche comuni alle popolazioni germaniche. Le prime iscrizioni runiche (II e III secolo d.C.) sembrano mostrare una lingua essenzialmente unitaria, quasi senza particolarità dialettali che poi saranno i tratti distintivi delle lingue germaniche, dimostrando che in questo periodo non era ancora avvenuta la seconda rotazione consonantica (zweite Lautverschiebung).

## Caratteristiche dei segni
Il testo recita:
kubl:þausi:aft:kurm faþur sin
auk aft:þąurui:muþur:sina:sa
haraltr ias:s<ą>ʀ·uan·tanmaurk
ala·auk·nuruiak
stele codesta per Gorm padre suo
e per Thyra madre sua, questo
Harald che conquistò la Danimarca
intera e la Norvegia

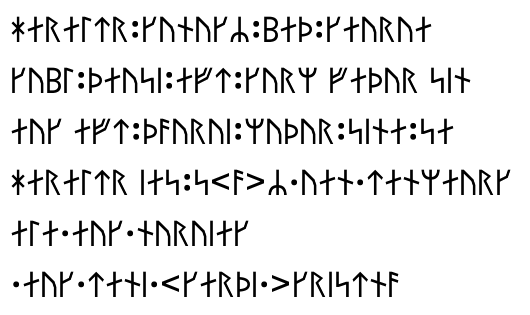
Testo dell'iscrizione della grande pietra di Jelling, Danimarca, 965.

ed i danesi fece cristiani»
(Grande pietra di Jelling)
Il fuþark (pron. [fuθark]) prende il suo nome dalle prime sei rune di questo cosiddetto alfabeto; era inizialmente formato da 24 segni chiamati rune. Si conoscono evoluzioni successive del fuþark, diverse per numero e forma delle rune. La grafia delle singole rune, composte da linee rette, dipende dal fatto che spesso le incisioni erano effettuate su pietra, su legno od altre superfici dure a seconda del loro uso. L'inesistenza di tratti orizzontali è motivata dal fatto che nel primo periodo scrittorio i segni runici venivano incisi su legno: escludendo l'esecuzione di tratti orizzontali si evitava che i tratti coincidessero con le venature del tronco, evidentemente disposto orizzontalmente; in questo modo si prevenivano possibili equivoci ed errori di lettura.

## Prima serie runica

### Alfabeto
Il Fuþark antico (ca. 150–800) era così composto:
ᚠ ᛫ ᚢ ᛫ ᚦ ᛫ ᚫ ᛫ ᚱ ᛫ ᚲ ᛫ ᚷ ᛫ ᚹ ᛫ ᚺ ᛫ ᚾ ᛫ ᛁ ᛫ ᛃ ᛫ ᛇ
ᛈ ᛫ ᛉ ᛫ ᛋ ᛫ ᛏ ᛫ ᛒ ᛫ ᛖ ᛫ ᛗ ᛫ ᛚ ᛫ ᛜ ᛫ ᛞ ᛫ ᛟ ᛭

### Valori fonetici e traslitterazioni
I relativi valori fonetici e le traslitterazioni sono:
- ᚠ = f;
- ᚢ = u;
- ᚦ = þ (th), ð;
- ᚫ = a;
- ᚱ = r;
- ᚲ = k;
- ᚷ = g;
- ᚹ = w, v;
- ᚺ = h;
- ᚾ = n;
- ᛁ = i;
- ᛃ = j, y (?);
- ᛇ = æ, œ
- ᛈ = p;
- ᛉ = z;
- ᛋ = s;
- ᛏ = t;
- ᛒ = b;
- ᛖ = e;
- ᛗ = m;
- ᛚ = l;
- ᛜ = ng;
- ᛞ = d;
- ᛟ = o.

## Serie successive
La scrittura runica ha presentato, sin dalle sue prime manifestazioni, forme nettamente diversificate, a seconda che sia stata utilizzata in area continentale, settentrionale o insulare. In ambito insulare, la tendenza ad adattare la scrittura ai suoni della lingua ha portato ad ampliare il fuþark originario (composto da 24 segni) con altre rune (24 più 5); in Scandinavia si è verificata la tendenza opposta, con la semplificazione del fuþark a 16 segni.

### Serie runica breve - vichinga
Oltre alla prima serie runica, comune a tutte le popolazioni germaniche almeno nella fase pre-migratoria, esistono altre serie runiche, di cui una breve - di soli 16 segni - detta anche serie vichinga o nordica, che presenta la semplificazione di alcuni segni ma priva di molti dei segni corrispondenti alle vocali.

### Serie runica anglosassone
Un'altra serie è quella anglosassone, che presenta la variazione grafica del segno *Ansuz, che diventa Os (foneticamente nell'anglosassone si ha uno spostamento della "a" germanica in "o"), e l'introduzione di altri tre segni, Ac ("quercia"), Yr ("arco") e Ear ("terra"). Queste poi si ampliarono ulteriormente raggiungendo trentatré segni.

### Serie runica medievale

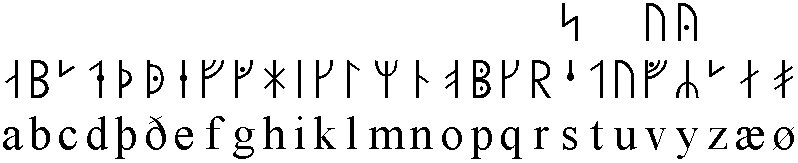
Rune medievali

Infine, esiste una serie runica usata in area scandinava tra il XII ed il XV secolo, per iscrizioni in lingue che già si scrivevano con l'alfabeto latino.

## Mitologia
La tradizione scandinava attribuisce a Odino il dominio delle rune, quali sorgenti magiche di ogni potere e sapienza. Il mito della "scoperta" delle rune da parte del dio viene riferito in una strofa del poema eddico Hávamál, dove si legge:
vindgameiði á

nætr allar níu,

geiri undaðr

ok gefinn Óðni,

sjalfur sjalfum mér,

á þeim meiði

er manngi veit

hvers af rótum renn.

Við hleifi mik sældu

né við hornigi,

nýsta ek niðr,

nam ek upp rúnar,

æpandi nam,

al tronco sferzato dal vento

per nove intere notti,

ferito di lancia

e consegnato a Odino,

io stesso a me stesso,

su quell'albero

che nessuno sa

dove dalle radici s'innalzi.

Con pane non mi saziarono

né con corni [mi dissetarono].

Guardai in basso,

feci salire le rune,

chiamandole lo feci,

e caddi di là.»
(Edda poetica - Hávamál - Il Discorso di Hár 138-139)
Il passo è in larga parte oscuro, soprattutto perché manca in questo caso il riferimento esplicativo nell'Edda in prosa di Snorri. L'autosacrificio di Odino, qui descritto, nel quale il dio si sarebbe volontariamente impiccato ad un albero e trafitto con una lancia, rispecchia perfettamente le modalità dei sacrifici umani che venivano tributati al dio nella Scandinavia precristiana. Le vittime venivano infatti impiccate e quindi trafitte a colpi di lancia, come attestato ad esempio nella Saga di Gautrekr. L'Hávamál non specifica la natura dell'albero a cui il dio si sarebbe appeso, ma si ritiene comunemente di poterlo identificare con Yggdrasill, il frassino cosmico della mitologia norrena. Il nome significa "destriero di Yggr", dove Yggr, "terribile", è un epiteto dello stesso Odino. Il termine drasill, "destriero", è a sua volta leggibile nella letteratura scaldica come una kenning (metafora poetica) a indicare la forca alla quale venivano appesi gli impiccati.
Nel rito descritto si riconoscono anche motivi inerenti all'iniziazione sciamanica, derivati probabilmente dal mondo finnico. Si riteneva infatti che gli sciamani acquistassero i loro poteri di mediatori col mondo soprannaturale attraverso vari rituali di morte e rinascita, spesso descritti con tinte non diverse dal racconto dell'Hávamál.

## Usi religiosi-magici-divinatori

### Preveggenza e valore augurale
Secondo Tacito, nella Germania, sacerdoti, capi tribù o paterfamilias praticavano sortilegi leggendo la disposizione di pezzetti di legno, su cui erano incise le rune, sparpagliati a caso su un telo bianco.

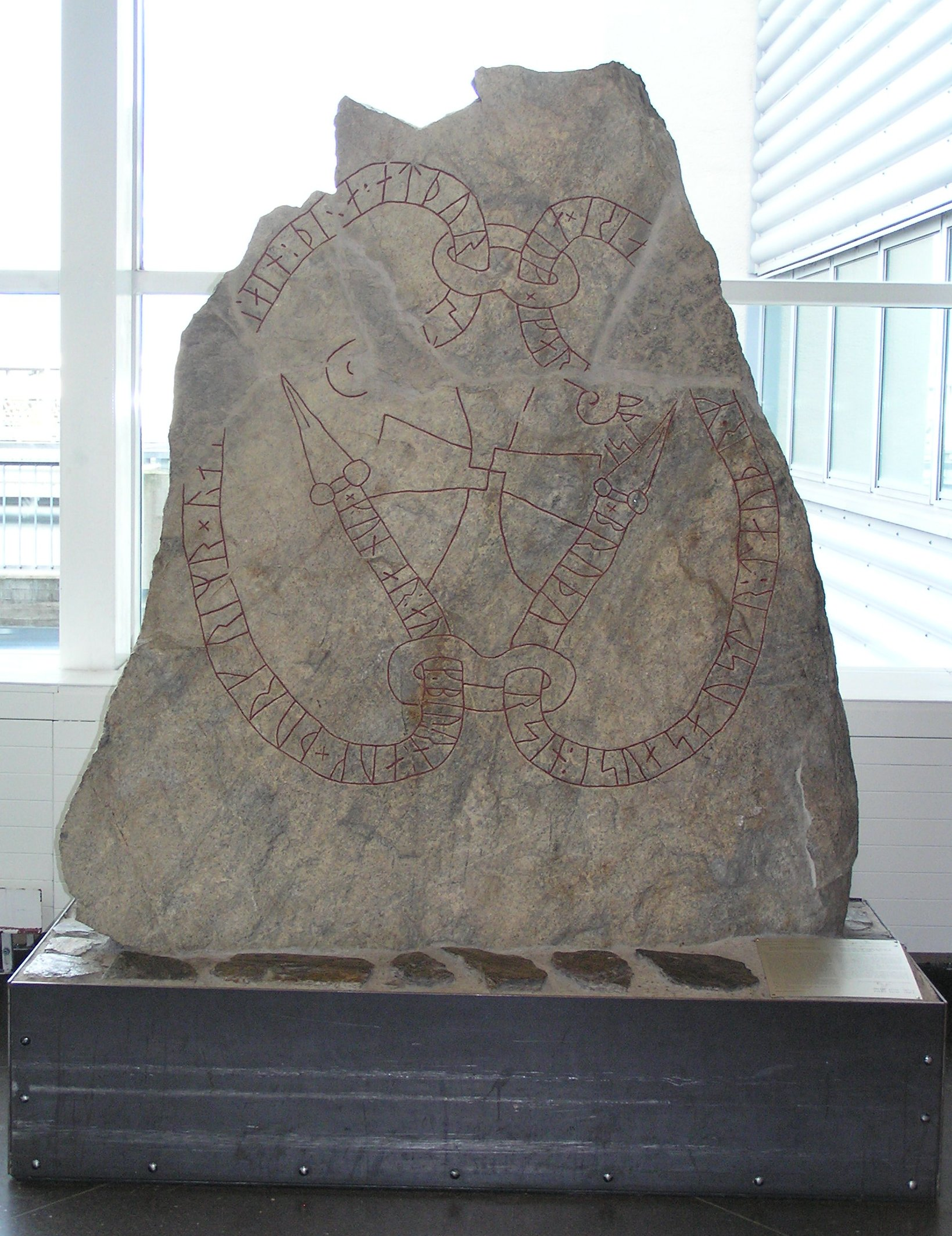
Stele con iscrizioni runiche all'aeroporto di Arlanda, Stoccolma (Svezia)

Molto spesso le rune venivano incise su strumenti o nel legno delle navi per assicurare virtù sovrannaturali a tali oggetti (un po' come nelle tabellae defixionum greco-latine, ma con una funzione distinta) o, anche solo per indicarne il proprietario o il costruttore.
Secondo alcuni linguisti si spiega così l'origine dei sostantivi della lingua inglese (book) e tedesca (Buch) che indicano il libro come materiale scrittorio: entrambi i termini, infatti, derivano dal germanico bôk-, che indica il legno di faggio (Buche, corrispondente al latino fagus) su cui le rune erano incise. Analogamente, il sostantivo tedesco Buchstabe ("lettera") significa in origine "bastoncino di legno di faggio". Secondo altri linguisti le parole Buch ("libro") e Buche ("faggio") non sono correlate.

## Uso in Italia
Le uniche iscrizioni in runico Fuþark note, eseguite con certezza in Italia, si trovano in due località: nel Santuario di San Michele Arcangelo a Monte Sant'Angelo, in provincia di Foggia, in Puglia e nelle Catacombe dei Santi Marcellino e Pietro a Roma. Queste iscrizioni sembrano riconducibili ai pellegrinaggi anglosassoni e al periodo normanno in Italia meridionale. Testimonianze di segni runici sono state riscontrate in una fusaiola risalente a un periodo anteriore al VII secolo d.C. rinvenuta a Belmonte, nel Canavese; la quale è difficile attribuire con certezza la sua produzione da parte autore longobardo (il materiale potrebbe indicare la Pannonia come luogo di origine, luogo presso cui i Longobardi dimorarono prima della migrazione in Italia, inoltre il segno <h>, che si legge chiaramente, era in uso presso i Goti ed era tipico del dell'alfabeto runico antico). Un'altra iscrizione runica è presente su uno dei leoni originari della Grecia, testimonianza della presenza vichinga ad Atene, che successivamente, in età moderna, fu trafugato dai veneziani e attualmente si trova esposto nell'Arsenale di Venezia.

## Uso moderno
L'alfabeto runico in chiave moderna ha avuto numerosi utilizzi, come nel romanticismo scandinavo dell'XVIII secolo d.C., nell'occultismo germanico del XIX secolo d.C., nel contesto del genere letterario fantasy e nell'etenismo del XX secolo d.C.

### Esoterismo

#### Misticismo germanico e simbolismo nazista
Una fra le più importanti figure dell'esoterismo runico in Germania ed Austria, fra il XIX ed il XX secolo, è stato l'occultista, mistico e scrittore Guido von List. Nel 1908 ha pubblicato nel suo Das Geheimnis der Runen (lett. "Il segreto delle rune") un set di diciotto rune armane, basate sulle rune del Fuþark recente e su rune create da von List, il quale affermava di aver ricevuto una rivelazione mistica durante il 1902, anno in cui si operò di cataratta soffrendo per circa un anno di cecità temporanea. L'utilizzo delle rune armane nel misticismo germanico e le successive rune Wiligut di Karl Maria Wiligut, hanno giocato un forte ruolo nel simbolismo nazista, sfruttato poi da Heinrich Himmler, soprattutto nella creazione del SS-Ehrenring (anello con la testa di morto) ed il simbolo dell'organizzazione paramilitare SS.
La runa ᛣ (chiamata Todesrune, cioè "runa della morte") veniva posta sulle lapidi delle tombe dei membri delle SS caduti in battaglia. Lo stesso simbolo delle SS era formato da due rune sowilo.

## Declino

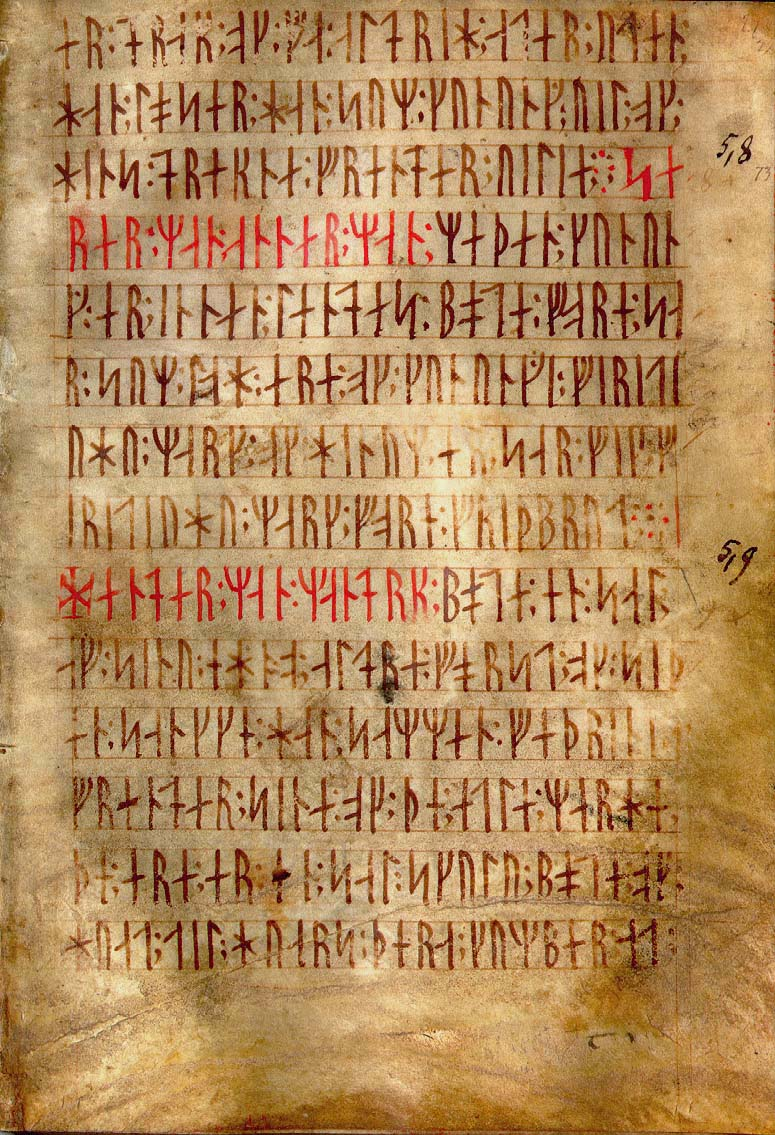
Codex Runicus, una pergamena datata 1300 contenente brani della legge scanica, interamente scritta con rune.

L'avvento del cristianesimo nelle popolazioni germaniche portò all'introduzione dell'alfabeto latino e del codice manoscritto, cambiando il modo di conservazione e tradizione della cultura, prima essenzialmente orale. Le rune erano infatti utilizzate soltanto per iscrizioni, mentre l'introduzione del libro e della cultura scritta avvenne per mezzo dell'alfabeto latino. Le rune continuarono inizialmente a essere usate nelle incisioni e la Scandinavia fu il luogo dove sopravvissero più a lungo, anche nel Basso Medioevo, soprattutto per iscrizioni funerarie. Per interesse antiquario furono anche registrati elenchi di rune sui manoscritti (runica manuscripta) e furono messi per iscritto i poemi runici, in cui ogni strofa (in alfabeto latino a parte l'iniziale) inizia con la runa e il nome della runa, cui segue una spiegazione. Il Codex Runicus è un'eccezione perché scritto interamente in rune attorno al 1300, sempre per interesse antiquario in un periodo in cui le rune erano già in declino. Un altro esempio di rune scritte su un manoscritto è la firma del poeta anglosassone Cynewulf.